# Christoph Caskel
Christoph Caskel (* 12. Januar 1932 in Greifswald; † 19. Februar 2023 in Köln) war ein deutscher Konzertschlagzeuger und Musikpädagoge.

## Leben
Christoph Caskel war der Sohn des Orientalisten Werner Caskel (1896–1970) und dessen Ehefrau Emma Anna „Emmy“ geborene Happ (1901–1988).
Anfang der 1960er Jahre wurde Caskel durch Aufführungen kammermusikalischer und solistischer Werke der Neuen Musik (wie beispielsweise Stockhausens Zyklus für einen Schlagzeuger, 1959) bekannt und trat international als Konzertschlagzeuger auf.
1963 erhielt er den Förderpreis des Landes Nordrhein-Westfalen für Musik.
1975 wurde er Professor für Pauken und Schlagzeug an der Hochschule für Musik Köln. Zu seinen Schülern zählten u. a. Manos Tsangaris, Robyn Schulkowsky, János S. Darvas, Thomas Oesterdiekhoff, Sascha Dragićević, Peter Hänsch, Nicholas Bardach, Paul Lovens, Burkhard Möller, Thomas Meixner, Olaf Normann, Robert Schäfer, Achim Seyler, Jonathan Funk, Michael Küttner, Frank Köllges, Marianne Steffen-Wittek, Peter Eisheuer und Serdar Somuncu.
Daneben widmete er sich dem Unterricht von Anfängern auf dem Schlagzeug; daraus entstand Snare Drum... step by step..., eine Trommelschule für Einsteiger von 8 bis 80 Jahren.
Caskel verstarb am 19. Februar 2023 im Alter von 91 Jahren und wurde auf dem Kölner Zentralfriedhof Melaten im Grab seiner Eltern beigesetzt.